# R-77
R-77 (RVV-AE) (NATO oznaka: AA-12 Adder) je raketa zrak-zrak srednjega dosega z aktivnim radarskih vodenjem Vojnega letalstva Rusije. Je ruski odgovor na ameriško raketo zrak-zrak AIM-120 AMRAAM, jo pa R-77 po veliko parametrih prekaša. R-77 se lahko izstreli na tarče izven vidnega polja - BVR in ima možnost "izstreli in pozabi"
Delo na R-77 se je začelo leta 1982, ko je Sovjetska zveza razvijala večnamensko raketo za taktična in strateška letala. Uporablja se proti počasnim tarčam kot so helikopterji in visokohitrostnim kot so nadzvočna letala. Genadij Sokolovski, glavni načrtovalec v biroju Vimpel je zatrdil, da se R-77 lahko uporablja tudi proti raketam zrak-zrak, kot so AIM-120 AMRAAM, AIM-54 Phoenix, in Patriot in tudi manevrirnim raketam. Prvič je bila prestavljena na MosAeroshow '92 in zaradi podobnosti z AIM-120 je hitro dobila vzdevek "Amraamski".
R-77 se lahko uporablja na večini ruskih lovcev, kot so MiG-29, Su-27 in MiG-31. Verzija R-77RVV-AE-PD (Povišenoj dalnosti - povečan doseg) naj bi imela doseg 120-160 kilometrov, primerljivo z AIM-54 Phoenix. Obstaja tudi verzija z infrardečim iskalom. Ruska praksa je izstrelitev dveh raket z različnimi načini vodenja v tarčo. To oteži obrambne manevre tarče, ki se mora braniti pred dvema sistemoma. Vendar ni vedno možno izstreliti obeh raket hkrati, IR rakete imajo ponavadi manjši doseg in v slabem vremenu delujejo slabše od radarsko vodenih raket.
Težja R-77M1 s pogonom na potisno cev bo imela precej večji dolet in se bo uporabljala na lovcih pete generacije. 
R-77 so prodajali na mednarodnem trgu, glavna kupca sta bila Kitajska in Indija.

## Uporaba
- MiG-21
- MiG-29
- MiG-31
- MiG-35
- Suhoj Su-27SM
- Suhoj Su-30
- Suhoj Su-33
- Suhoj Su-34
- Suhoj Su-35
- Suhoj Su-37
- Suhoj Su-47
- Jakovljev Jak-141
- J-10B
- Suhoj Su-57

## Tehnične značilnosti
- Tip: aktivno radarsko vodena raketa zrak-zrak srednjega dosega
- Uporaba: od 1994 (R-77)
- Izdelovalec: Vimpel
- Teža: 175 kg (R-77), 226 kg (R-77M1)
- Dolžina: 3,6 m (R-77)
- Premer: 200 mm
- Bojna glava: 22 kg visokoeksplozivna fragmentna
- Detonacijski mehanizem: laserski bližinski detonator
- Motor: R-77: raketni motor na trdo goriva (R-77), (R-77M1) potisna cev
- Razpon krilc: 350 mm
- Doseg: (podatki različni glede na vir): R-77:40 km (21,6 nm) - 50 km (27 nm)- 80 km (43,2 nm)

R-77M1: 60 km (32,4 nm) - 80 km (43,2 nm) - 160 km (86 nm)
- Višina delovanja: 5 m-25 km (16,5-82 000 ft)
- Hitrost: Mach 4,5 (R-77)
- Krmilni sistem: inercialno vodenje na začetku, aktivno radarsko vodenje v zadnji fazi